# A.C. Fidenza 1922
Associazione Calcio Fidenza 1922  là một câu lạc bộ bóng đá Ý có trụ sở tại Fidenza.

## Lịch sử
Câu lạc bộ được thành lập vào năm 1922.
Trong mùa giải 2010-11, đội đã chơi ở Eccellenza Emilia Tiết Romagna / A, kết thúc mùa giải ở vị trí thứ 2. Vào ngày 5 tháng 8 năm 2011 Fidenza tham gia Serie D để lấp chỗ trống.

## Màu sắc của đội
Màu sắc của đội là trắng và đen.